# Kakauré Ibi
Kakauré Ibi az ókori egyiptomi VIII. dinasztia egyik uralkodója volt, az első átmeneti kor idején. Dinasztiájának tizennegyedik uralkodója volt. Székhelye Memphisz volt, hatalma valószínűleg nem terjedt ki egész Egyiptomra. A VIII. dinasztia egyik legismertebb uralkodójának számít annak köszönhetően, hogy megtalálták kis piramisát Dél-Szakkarában.

## Említései
Kakauré Ibi neve szerepel az első átmeneti kor után 900 évvel, a XIX. dinasztia idején összeállított abüdoszi királylistán, annak 56. neveként. A szintén a XIX. dinasztia idején készült torinói királylista legújabb, Kim Ryholt általi olvasata szerint a torinói papirusz 5. oszlopának 10. sorában (Gardiner számozása szerint a 4. oszlop 11., von Beckerath szerint a 4. oszlop 10. sorában) szerepel. Ezen a papiruszon azt is feljegyezték, hogy 2 év 1 hónap 1 napig uralkodott. Ezeken kívül egyetlen említése dél-szakkarai piramisában található.

## Piramisa

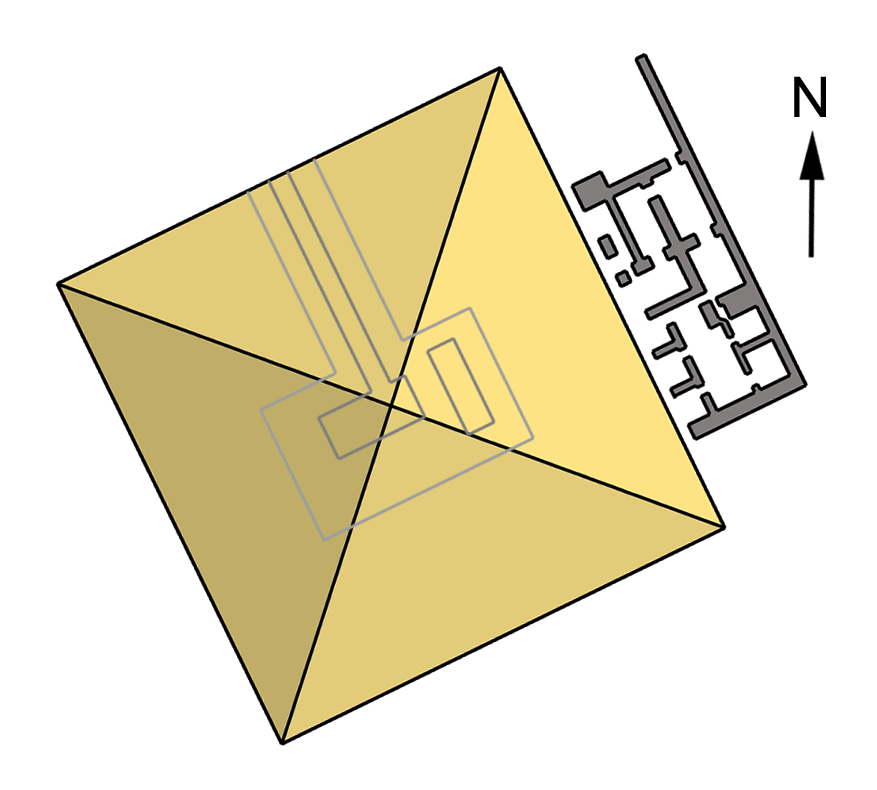
Kakauré Ibi szakkarai piramiskomplexuma

Kakauré Ibi piramisát Karl Richard Lepsius fedezte fel a 19. században; piramislistáján az XL római számmal jelölte. A piramist Gustave Jéquier tárta fel 1929 és 1931 között.
Ibi piramisa, mely Sepszeszkaf sírjától északkeletre fekszik, a II. Pepi piramisához vezető út közelében, az utolsó piramis, amely Szakkarában épült. Alaprajza, méretei és díszítése az Óbirodalom utolsó nagy fáraója, II. Pepi királynéinak piramisaihoz hasonlít. Ennek alapján feltételezték, hogy eredetileg Pepi egyik feleségének, IV. Anheszenpepinek épült, és Ibi később sajátította ki. A piramis mellett kis kápolna épült a halotti kultusz számára. Idevezető útnak, valamint völgytemplomnak nem találták nyomát, valószínűleg nem épült.

## Fordítás
- Ez a szócikk részben vagy egészben  a   Qakare Ibi című angol Wikipédia-szócikk ezen változatának fordításán alapul.  Az eredeti cikk szerkesztőit annak laptörténete sorolja fel. Ez a jelzés csupán a megfogalmazás eredetét és a szerzői jogokat jelzi, nem szolgál a cikkben szereplő információk forrásmegjelöléseként.